# 菅沼勇輔
菅沼勇輔源良金は（1802-1870）は日本の柔術家である。気楽流12世師範。名は良金。

## 経歴
武蔵国榛沢郡菅沼村（現在の埼玉県深谷市）。飯塚臥龍斎徳三郎興義に師事して気楽流を学ぶ。同菅沼村邸内（飛田家屋敷百八番地）、神田お玉が池に道場を開き、門弟三千人に及ぶ。道場で門人の育成にあたりその門下生は3千人にものぼった。　闕所所払いとなった師の飯塚臥龍斎を客分として迎え、邸内でみとる。